# Inta Omri
 (mai 2018).
Si vous disposez d'ouvrages ou d'articles de référence ou si vous connaissez des sites web de qualité traitant du thème abordé ici, merci de compléter l'article en donnant les références utiles à sa vérifiabilité et en les liant à la section « Notes et références ».
Inta Omri (en arabe إنت عمري ; « Tu es ma vie » en français) est une chanson égyptienne de la chanteuse Oum Kalthoum. 
Elle fut composée par Mohammed Abdel Wahab, sur des paroles d'Ahmad Shafiq Kamel. Inta Omri fut reprise par de nombreux artistes, dont Wadi Safi, Amal Maher, la chanteuse israélienne Sarit Hadad, mais aussi Omar Khorshid, ou encore Sir Richard Bishop.

## Historique
La chanson sortit en 1964 et fut la première collaboration entre Oum Kalsoum et son rival le chanteur Mohammed Abdel Wahab. Elle sera qualifiée de « rencontre des nuées » (liqā’ al-saḥāb) et sera un objet de conversation du Golfe à l’Océan. Cette collaboration considérée à l'époque comme inespérée par les fans des deux artistes fut vraisemblablement le résultat d'une volonté politique du nassérisme désirant renforcer son soft power. De fait cette œuvre est connue dans tout le monde arabe. Elle fut interprétée par Oum Kalsoum de nombreuses fois en Égypte mais également en Tunisie et à Paris. 
Mohammed Abdel Wahab raconte qu'il l'avait initialement composée pour lui-même mais que son violoniste Ahmed el Hafnawi, sachant que le compositeur mythique devait proposer une œuvre à Oum Kalsoum et estimant qu'Enta Omri pouvait lui convenir merveilleusement, soumit l'idée aux deux artistes pendant des répétitions et joua les intermédiaires.
L'œuvre surprit notamment par l'utilisation d'une guitare électrique dans l'introduction musicale. 
Cette chanson est composée dans le mode kurdi.